# Wenamu
Wenamu je rijeka koja čini dio granice država Venezuele i Gvajane. Pritoka je rijeke Cuyuní i pripada porječju rijeke Essequibo.